# 小盜龍屬
小盗龍屬（意為「小型盜賊」）是一种在中國遼寧省九佛堂組發現的小型馳龍科恐龙，生存於白堊紀早期阿普第階，約1億2000萬年前，目前已發現近10個化石。
如同始祖鳥，小盜龍的發現證實恐龍與鳥類之間有緊密的演化關係。小盜龍的四肢與尾巴擁有長正羽，根據這些特徵，小盜龍的發表者徐星於2003年提出小盜龍可能用四翼在樹林間滑翔。小盜龍屬目前有三個有效物種，分別為趙氏小盜龍（M. zhaoianus）、顧氏小盜龍（M. gui）以及漢卿小盜龍（M. hanqingi）；部分學者認為前兩個種可能同屬於趙氏小盜龍，而漢卿小盜龍則是目前發現最大型的小盜龍。羽龍是另外一種有翼的馳龍科恐龍，但大多數學者都認為羽龍其實就是小盜龍。

## 敘述

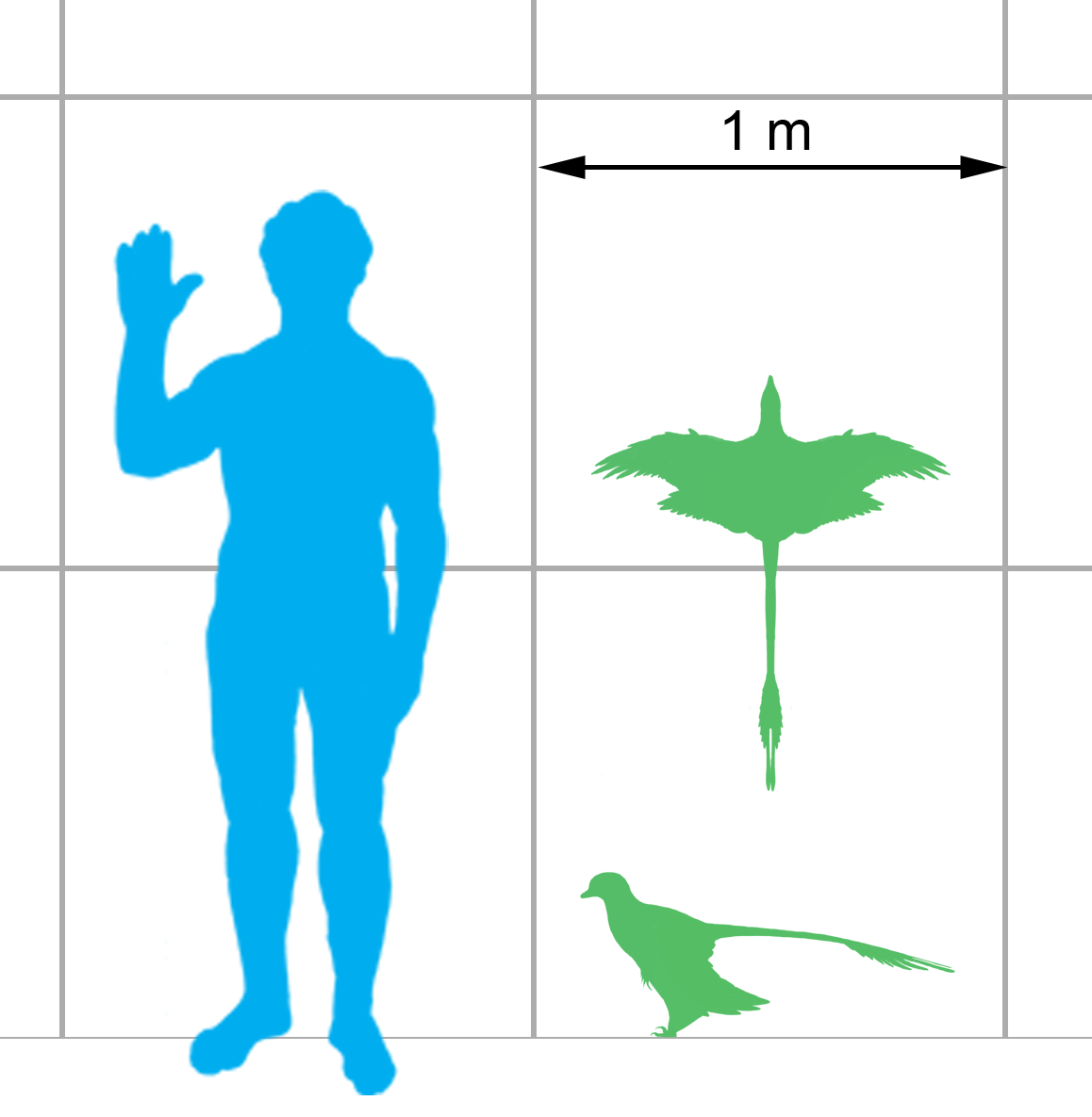
小盜龍與人類體型比較圖

小盜龍是已知最小的恐龍之一，身長42到83公分（較大型的漢卿小盜龍全長估計約1公尺），體重可達1公斤。除此之外，小盜龍也是第一群被發現擁有羽毛與翅膀的恐龍之一。趙氏小盜龍的3個標本已被詳細的描述，而顧氏小盜龍的6個標本已被徐星等人在2003年所描述，而小盜龍的羽毛痕跡大部分來自於顧氏小盜龍。
小盜龍在有羽毛恐龍與早期鳥類中相當獨特，牠們是已知的鳥類祖先中，腳部、前臂與頭部都擁有長飛羽的少數物種之一。牠們的身體覆蓋者一層厚羽毛，而尾巴末端有個鑽石狀羽毛扇（可能在飛行中增加穩定性）。有些標本的頭部擁有高起的羽毛冠飾，類似某些現代鳥類，例如菲律賓鷹。某些標本上的亮與暗區域可能顯示生前的羽毛顏色樣式。部分种类小盜龍的羽毛可能带有一种闪烁着荧光的黑色。
小盜龍與原始鳥類、原始傷齒龍科擁有數個共同生理特徵，例如：同時擁有無鋸齒狀邊緣與部分鋸齒狀邊緣的牙齒、牙齒中間較扁、以及長的上臂骨頭。小盜龍的部分特徵類似中國獵龍，中國獵龍是種原始的傷齒龍科恐龍；在S.H. Hwang等人在2002年對於趙氏小盜龍兩個標本的敘述中，他們認為小盜龍與中國獵龍分別是兩個近親演化支的原始物種，而且兩者都接近恐爪龍下目分開演化的節點。

## 古生物學

### 翼

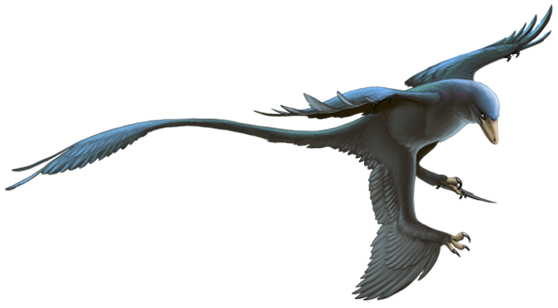
小盜龍的重建圖，顯示小盜龍的羽色並不是純黑色，而是具有青藍光澤的黑羽

小盜龍擁有兩對翼，分別為前肢與後肢；原始鳥類始祖鳥的後肢也擁有飛羽（Flight feather），但較短。小盜龍後肢上的長羽毛是真正的飛羽，手臂、後肢、以及尾巴羽毛都是非對稱的，如同現代鳥類的羽毛。如同現代鳥類翅膀，小盜龍擁有主要飛羽（手部）與次要飛羽（手臂）。後肢上也有相對應的羽毛樣式，大腿、小腿、以及腳部上方擁有飛羽。中國籍科學家假設小盜龍是滑翔動物，並可能生存於樹上，因為牠們腳部的羽毛可能會妨礙牠們在地面上的活動；他們並認為所有原始馳龍科恐龍可能都是樹棲動物。在2010年，一群科學家利用紫外線檢驗顧氏小盜龍的編號IVPP V 13352標本，可顯示出自然光下無法辨識的羽毛基部。研究人員發現小盜龍的前肢、手掌有10到20公分長的正羽，後肢、腳掌有11到15公分的正羽，尾巴也有正羽。除此之外，小盜龍還覆蓋者絨羽，長約2到6公分。 

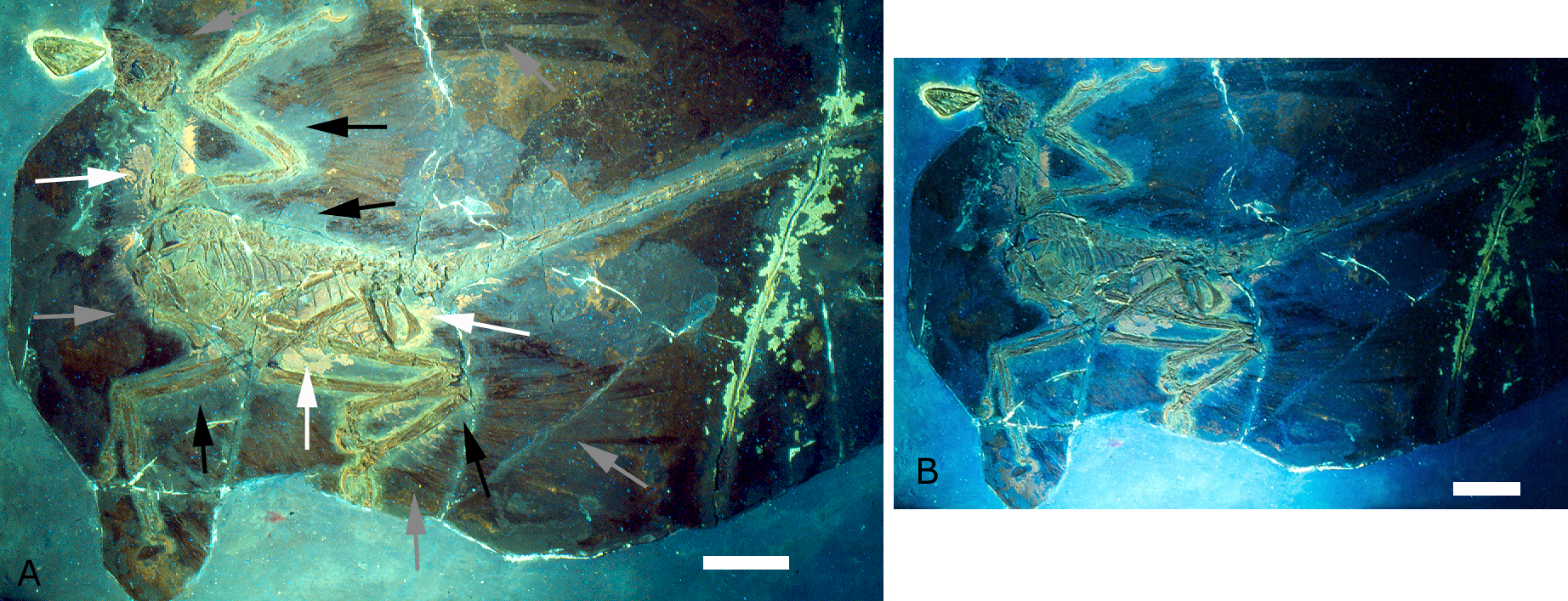
不同紫外線波段下的顧氏小盜龍正模標本

斯特芬·柯瑞克斯（Stephen Czerkas）在命名羽龍時，曾經提出馳龍科可能是群原始鳥類的演化支，而晚期較大的物種如恐爪龍，是在演化過程中失去飛行能力。徐星等人也提出相同理論，原始馳龍類可能是小型的樹棲動物，具有基本的滑翔能力。但是，近年發現的更原始馳龍類化石，其前肢過短，而不適合滑翔，使這個理論受到質疑。 
薩克·查特吉（Sankar Chatterjee）在2005年認為動物若要滑翔或飛行，牠們的翅膀必須是分開的雙翼（如同四翼飛機）而非重疊（如同蜻蜓），後者的結構在生理結構上不可能飛行。查特吉使用雙翼的模型，計算出滑翔的可能模式，並認為小盜龍極可能使用週期起伏運動的方式來滑翔；小盜龍可能從樹枝上俯衝，而以U形軌跡返回地面或另一顆樹上。除了雙翼上的羽毛，脛骨與尾巴上的羽毛可能用來控制飛行途徑與軌道。後翼上的裝飾物也可用來協助小盜龍的滑翔與飛行。 查特吉也使用電腦演算出小盜龍是動力飛行或是被動滑翔。計算的結果顯示小盜龍擁有某種程度的動力飛行能力，所以理論上小盜龍除了滑翔以外，偶爾還能飛行。

### 地面運動
由於小盜龍的後肢羽毛長，大部分研究人員推測這將妨礙小盜龍在地面的活動、行走。而前肢的長羽毛，也限制住前肢、手腕的活動範圍。在2010年，Corwin Sullivan等人研究手盜龍類的手腕關節，推測當小盜龍的前肢收起於身體兩側時，前肢羽毛仍會拖曳在地面，而當前肢呈攻擊獵物姿態時，羽毛也會在動作時接觸到地面。只有當前肢高舉時、或是將上臂往後擺時，才能避免將前肢羽毛碰觸到地面。因此在生理結構上，小盜龍無法使用有指爪的前肢捕抓獵物，或是抓取物體。
有些古生物學家提出有羽毛恐龍使用牠們的翼從樹枝上降落下來，並可能攻擊或伏擊地面上的小型獵物，這行為可能是滑翔或真正飛行的前身。在查特吉與R.J. Templin的2007年研究當中，他們測試這個假設，發現小盜龍的翼表面過於狹窄，而不能從很高的地方毫髮無傷地成功降落到地面上。然而，他們認為小盜龍可以在短的距離內降落，例如鄰近的樹枝。
查特吉與R.J. Templin也排除了小盜龍從地面上起飛的可能性。小盜龍的肩膀關節缺乏飛行的適應演化，不能用前肢產生足夠的垂直擺動來飛離地面。查特吉與R.J. Templin也認為從地面起飛將會損傷牠們腳部的飛羽。這研究僅保留了小盜龍從高層的棲木上起飛的可能性，但他們也注意到現代鳥類從樹枝上起飛時並不需要額外的動力，而是使用往下俯衝的力量，類似小盜龍的方式。

### 與鳥類的關係
小盜龍的獨特翼部結構，引起了現代鳥類的飛行能力起源問題；鳥類是否曾經過四翼飛行階段，還是小盜龍這種四翼滑翔者只是種沒有留下後代的演化分支。早在1915年，有些科學家就已經提出鳥類的演化過程中，曾經有過四翼飛行階段。查特吉與R.J. Templin並未保持任何一個立場，而認為傳統理論與四翼理論都一樣有可能。然而，查特吉與R.J. Templin宣稱從形態學與種系發生學來看目前的身體證據，不同的有羽毛恐龍、始祖鳥、某些現代鳥類如猛禽、以及足羽龍，都擁有獨特的長足部羽毛，這顯示鳥類的飛行是在某個時點從四翼模式轉移到前翼模式，所有現代鳥類可能是從四翼祖先演化而來，或者是從有獨特長足部羽毛的祖先演化而來。

## 命名

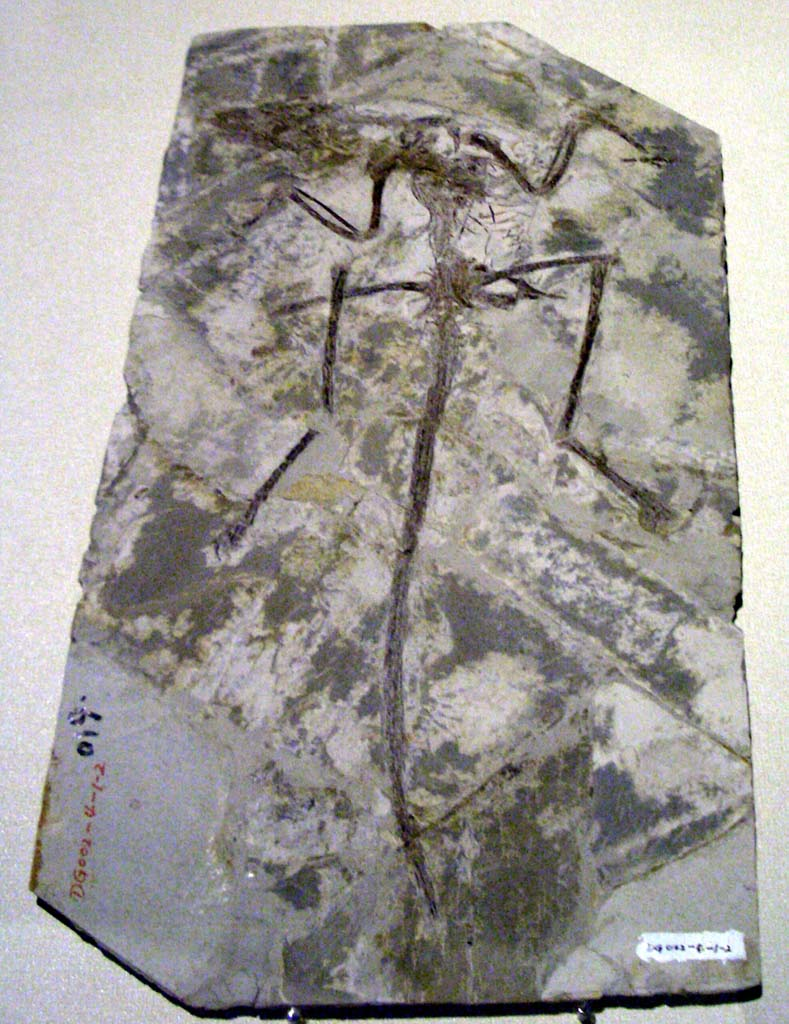
趙氏小盜龍的化石

小盜龍的命名過程是有爭議的。小盜龍的第一個標本是將數個發現於中國的有羽毛、但彼此沒有關係的恐龍化石拼湊在一起，然後走私到美國。在1999年11月份，《國家地理雜誌》刊載了一篇文章，宣稱中國遼寧省發現一種新的有羽毛恐龍，遼寧古盜龍（Archaeoraptor liaoningensis），學名意為「遼寧的古老盜賊」。在2000年，史密森尼學會所屬國家歷史博物館的館長Storrs L. Olson發表文章，宣稱《國家地理雜誌》屬於一般科普雜誌，並非可發表正式學名的學術專刊，遼寧古盜龍的命名沒有學術效力。之後，北京中國科學院古脊椎動物與古人類研究所的徐星在鑑定一個馳龍科化石時，發現該化石的尾部與遼寧古盜龍的尾部一樣。徐星發現兩個化石互為鏡像，應該來自於同一塊化石，並被人拼湊到遼寧古盜龍的尾部上，使牠們極為類似鳥類。徐星將這塊化石除了尾巴的剩餘部份，命名為趙氏小盜龍（Microraptor zhaoianus）。
因為這兩個化石都指的是同一個模式標本，趙氏小盜龍成為遼寧古盜龍的次客觀同物異名（Junior objective synonym），如果遼寧古盜龍是有效名稱，它將擁有優先權。所以，根據國際動物命名法規，這種恐龍的有效名稱可能是遼寧古盜龍。然而，對於Storrs L. Olson是否符合建立新分類的所有規定，仍有所爭議。大部分古生物學家並不願意使用古盜龍這名稱，因為這個名稱與騙局與《國家地理雜誌》有關，他們認為《國家地理雜誌》並非學術性雜誌，不能成為生物命名的正式管道。另外，Storrs L. Olson在建立模式種之前，就將這個標本定為選模標本，這是種對命名規則的破壞，所以大部分古生物學家並不支持這名稱。因此，徐星等人命名的趙氏小盜龍成為目前通行的名稱。

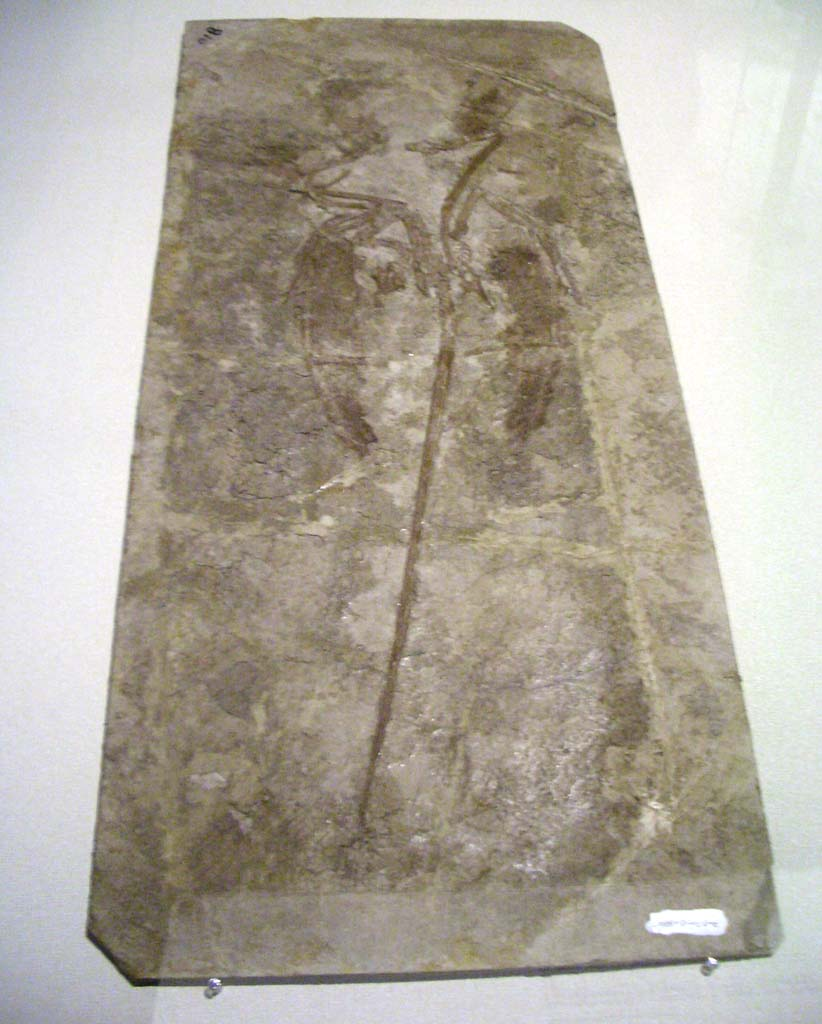
顧氏小盜龍的化石，於香港科學館展出

### 其他種
到目前為止，已經在中國遼寧省發現了數個小盜龍的完整骨骸，發現時間是在2001年到2003年間，都來自於中國遼寧省的九佛堂組。小盜龍是該地層最常發現的獸腳類恐龍化石。徐星發現正模標本跟某些標本有後肢與比例上的差異，於是建立為新種，顧氏小盜龍（M. gui）。在2002年，S.H. Hwang等人將兩個新發現標本，歸類於趙氏小盜龍。
羽龍（Cryptovolans pauli）與顧氏小盜龍擁有相同的四翼身體構造，可能也是小盜龍的一個種。斯特芬·柯瑞克斯（Stephen Czerkas）認為小盜龍與羽龍有許多差異，尤其是後肢、尾巴。在2004年，菲力·森特（Phil Senter）等人認為這些標本的差異與體型相符，可能代表年齡的差異；他並提出趙氏小盜龍、顧氏小盜龍、以及羽龍全都是同一個種，趙氏小盜龍。

## 大眾文化
小盜龍出現在英國的2006年電視節目《史前公園》（Prehistoric Park）第三集。在該集中，一群小盜龍從樹枝上飛下，並爭奪地上的蚯蚓與昆蟲，這些蚯蚓與昆蟲是被路過的北方龍群所帶過來的。之後主持人奈吉爾·馬文成功以網槍捕捉一群小盜龍並返回史前公園。《歷險小恐龍 12》（The Land Before Time XII: The Great Day of the Flyers）出現一隻名為基多的顧氏小盜龍。 
在2006年，卡內基博物館開始展出一個小盜龍模型。

## 外部連結
- A model of Microraptor/Cryptovolans pauli by Boban Filipovic
- Jacqui Hayes: Bird wings evolved from biplane dinosaurs COSMOS magazine
- PBS Nova program about the Microraptor （页面存档备份，存于）